# Tambourissa parvifolia
Tambourissa parvifolia là một loài thực vật có hoa trong họ Monimiaceae. Loài này được Baker mô tả khoa học đầu tiên năm 1882.